# Stefanie Powers

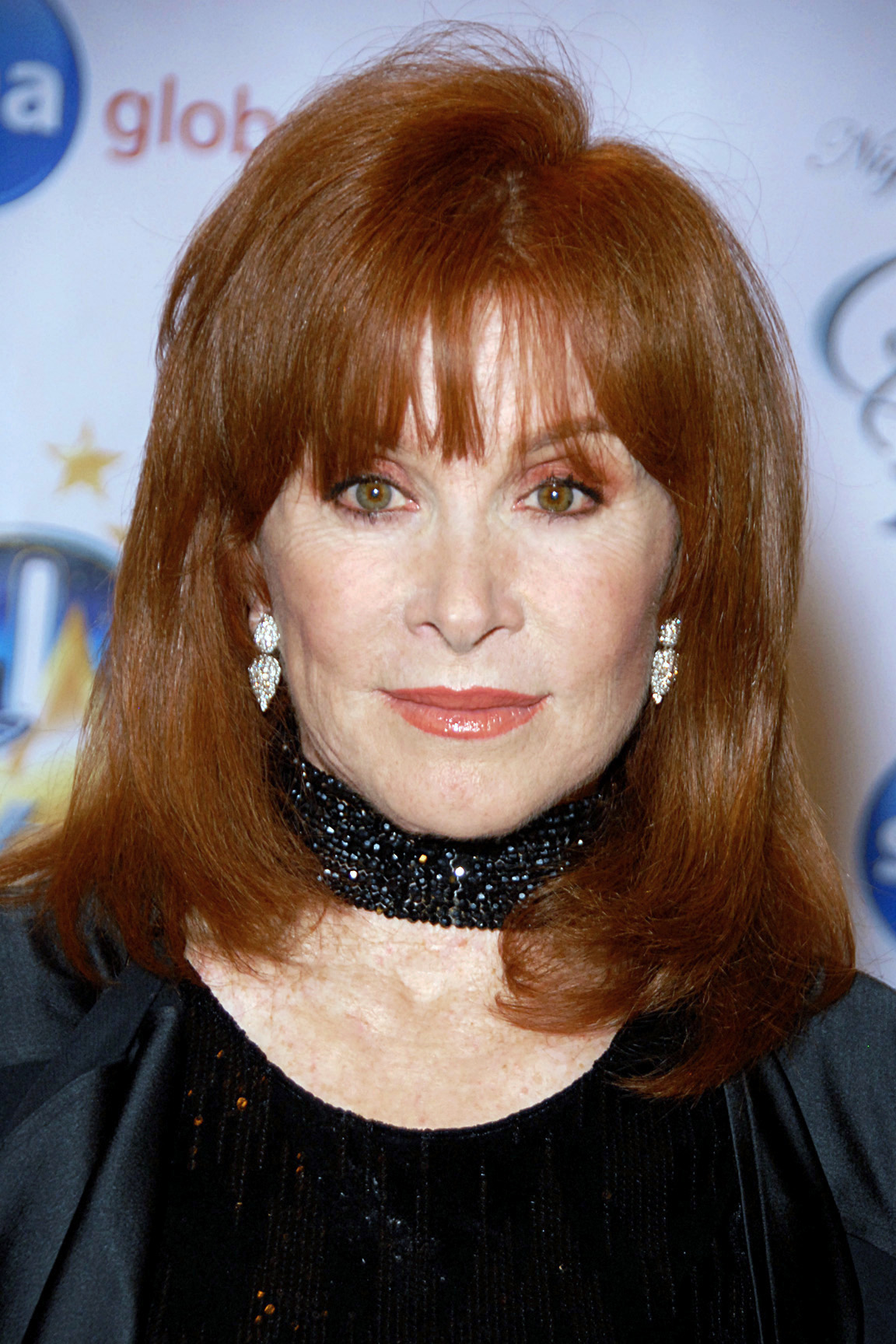
Stefanie Powers (2010)

Stefanie Powers (* 2. November 1942 in Hollywood, Kalifornien als Stefania Zofya Federkiewicz) ist eine US-amerikanische Schauspielerin, die seit den späten 1950er-Jahren an über 110 Film- und Fernsehproduktionen mitgewirkt hat. Große Bekanntheit erlangte sie insbesondere durch ihre Rolle der Jennifer Hart in der Fernsehserie Hart aber herzlich (1979–1984).

## Leben
Powers, die gebürtig Stefania Federkiewicz heißt, ist polnischer Abstammung und wuchs in Hollywood auf. Sie begann früh zu schauspielern und trat zunächst unter dem Künstlernamen „Taffy Paul“ auf, den sie aber ablegte, ehe sie berühmt wurde. Bereits mit 15 Jahren unterschrieb Powers einen Fünfjahresvertrag mit Columbia Pictures. Ende der 1950er-Jahre war sie in der Verfilmung von Leonard Bernsteins West Side Story als Tänzerin für die „Jets“ vorgesehen, wurde allerdings von den Produzenten abgelehnt, denen sie als zu jung erschien.
1958 hatte Powers ihre erste Fernsehrolle, ehe sie 1961 in der Teenager-Komödie Tammy Tell Me True ihr Kinodebüt gab. Eine ihrer frühen bekannten Filmrollen hatte sie als Filmtochter von John Wayne und Maureen O’Hara in der Westernkomödie MacLintock aus dem Jahr 1963. Sie spielte in der Folgezeit an der Reihe von berühmten Kollegen wie Roger Moore (mit dem sie auch befreundet war), Ann-Margret, Bing Crosby, Michael Douglas, Tallulah Bankhead, Anthony Hopkins und Angie Dickinson (mit der sie ebenfalls befreundet ist). In dem Disney-Film Herbie groß in Fahrt hatte sie 1974 eine größere Rolle als Nicole.
Im Fernsehen war sie bei Serien wie Dancer für U.N.C.L.E. (1966–1967) oder The Feather and Father Gang (1976–1977) das Aushängeschild. Auch war sie seit den frühen 1960er-Jahren Gaststar in diversen Serien wie Bonanza, Die Straßen von San Francisco, Ein Sheriff in New York, Detektiv Rockford – Anruf genügt oder Der Sechs-Millionen-Dollar-Mann. Am bekanntesten wurde sie aber schließlich durch die Rolle der Millionärsgattin Jennifer Hart in der Krimiserie Hart aber herzlich (1979–1984) an der Seite von Robert Wagner. Die beiden Hauptdarsteller Powers und Wagner kannten sich bereits seit Ende der 1950er-Jahre und hatten schon gemeinsam 1969 in der Folge „Feuerzauber“ der Serie Ihr Auftritt, Al Mundy gespielt.
Nach dem weltweiten Erfolg von Hart aber herzlich war Powers als Hauptdarstellerin einiger Miniserien und Fernsehfilme zu sehen, etwa Erben der Liebe (1984), Die Zwillingsschwestern (1985) und als Flugpionierin Beryl Markham in dem Fernsehepos Afrika, mein Leben (1988). Von 1993 bis 1996 produzierte Powers eine Fernsehfilm-Reihe in Anknüpfung an die Serie Hart aber herzlich, wiederum mit Robert Wagner; es handelte sich dabei aber nur um 90-Minuten-Aufgüsse des einstigen Fernseherfolgs. Seit Mitte der 1990er-Jahre steht Powers nur noch sporadisch für Fernsehfilme und kleinere Kinoproduktionen vor der Kamera. Hingegen war sie in den USA vermehrt in diversen Theater- und Musicalvorstellungen zu sehen, beispielsweise in The King and I.
1985 brachte sie ein Buch mit dem Titel Superlife heraus mit gymnastischen Übungen sowie solchen zur Selbstverteidigung. 2005 folgte Powers’ Pilates, ein Buch mit und über Pilates-Übungen zur Gesunderhaltung von Körper und Geist. Außerdem ist Powers dem Polosport verbunden, den sie seit den achtziger Jahren, inzwischen auf High Goal Level, ausübt. 2003 erschien eine CD von ihr (On the Same Page), auf der sie Jazz-Standards singt.
2011 nahm sie an der elften Staffel der britischen Fernsehshow I’m a Celebrity…Get Me Out of Here! teil, wurde jedoch als erste Teilnehmerin vom Publikum herausgewählt.
Seit November 1992 hat Powers in der Kategorie „Fernsehen“ einen Stern auf dem Hollywood Walk of Fame. Insgesamt umfasst ihr filmisches Schaffen mehr als 110 Film- und Fernsehproduktionen.

## Privatleben
Stefanie Powers war zweimal verheiratet. Ihre erste Ehe mit Gary Lockwood hielt von 1966 bis 1972, ihre zweite mit dem Franzosen Patrick De La Chenais bestand von 1993 bis 1999. Von beiden Männern ließ sie sich scheiden, beide Ehen blieben kinderlos. Seit 1973 verband sie eine Freundschaft mit William Holden, aus der schließlich eine Beziehung bis zu dessen Tod 1981 wurde. Die beiden verband auch ein Interesse an Wildtieren.
Nach Holdens Tod gründete sie 1982 in Kalifornien die „William Holden Wildlife Foundation“, die sich für die Erhaltung bedrohter und wilder Tiere in Kenia einsetzt und für die dafür notwendige Ausbildung afrikanischer Studenten. Powers ist zudem Direktorin der von Holden 1960 gegründeten „Mount Kenya Game Ranch“. Ferner ist sie Internationale Sprecherin für den Tierschutz. Für ihr Engagement erhielt sie 2013 den NatureLife Umweltpreis.

## Filmografie (Auswahl)
- 1958: Now Is Tomorrow (Fernsehfilm)
- 1961: Tammy Tell Me True
- 1961: Like Father, Like Son
- 1962: Der letzte Zug (Experiment in Terror)
- 1962: Männer, die das Leben lieben (The Interns)
- 1962: … gefrühstückt wird zu Hause (If a Man Answers)
- 1963: Bonanza (Fernsehserie, Folge 5x07 Das Mädchen Cal und Little Joe)
- 1963: Im Paradies ist der Teufel los (Palm Springs Weekend)
- 1963: MacLintock (McLintock!)
- 1963: Route 66 (Fernsehserie, 1 Folge)
- 1964: Assistenzärzte (The New Interns)
- 1965: Heißer Strand Acapulco (Love Has Many Faces)
- 1965: Das düstere Haus (Fanatic)
- 1966: San Fernando (Stagecoach)
- 1966: Der Todesschuss (Warning Shot)
- 1966–1967: Dancer für U.N.C.L.E. (The Girl from U.N.C.L.E., Fernsehserie, 29 Folgen)
- 1969: Lancer (Fernsehserie, 2 Folgen)
- 1969: Holly Golightly (Fernsehfilm)
- 1969–1972: Wo die Liebe hinfällt (Love, American Style, Fernsehserie, 5 Folgen)
- 1970: Ihr Auftritt, Al Mundy (It Takes a Thief, Fernsehserie, Folge Feuerzauber)
- 1970: Crescendo – Die Handschrift des Satans (Crescendo)
- 1970: Die Bruchschiffer (The Boatniks)
- 1971: Inspektor Queen sucht Rat (Ellery Queen: Don't Look Behind You, Fernsehfilm)
- 1971, 1973: Ein Sheriff in New York (McCloud, Fernsehserie, 2 Folgen)
- 1972: FBI (The F.B.I., Fernsehserie, 1 Folge)
- 1972: Owen Marshall – Strafverteidiger (Owen Marshall: Counselor at Law, Fernsehserie, 1 Folge)
- 1972: Der Todesritt der glorreichen 7 (The Magnificent Seven Ride)
- 1972, 1974: Cannon (Fernsehserie, 2 Folgen)
- 1972, 1975: Die Straßen von San Francisco (The Streets of San Francisco, Fernsehserie, 2 Folgen)
- 1973: Barnaby Jones (Fernsehserie, 1 Folge)
- 1973: Dr. med. Marcus Welby (Marcus Welby, M.D., Fernsehserie, 1 Folge)
- 1974: Seilbahn in den Tod (Skyway to Death, Fernsehfilm)
- 1974: Herbie groß in Fahrt (Herbie Rides Again)
- 1974: Kung Fu (Fernsehserie, 1 Folge)
- 1974: California Cops – Neu im Einsatz (Neu im Einsatz, Fernsehserie, 1 Folge)
- 1974: Petrocelli (Fernsehserie, 1 Folge)
- 1974: Mann ohne Gnade (Gone with the West)
- 1974, 1977: McMillan & Wife (Fernsehserie, 2 Folgen)
- 1975: Luftpiraten (Sky Heist, Fernsehfilm)
- 1975: Mad Wurst (It Seemed Like a Good Idea at the Time)
- 1975: Detektiv Rockford – Anruf genügt (The Rockford Files, Fernsehserie, Folge 2x07 Ein schönes Paar)
- 1976: Der Sechs-Millionen-Dollar-Mann (The Six Million Dollar Man, Fernsehserie, 3 Folgen)
- 1976: Die Sieben-Millionen-Dollar-Frau (The Bionic Woman, Fernsehserie, 1 Folge)
- 1976–1977: The Feather and Father Gang (Fernsehserie, 14 Folgen)
- 1977: Washington: Hinter verschlossenen Türen (Washington: Behind Closed Doors, Miniserie, 5 Folgen)
- 1978: Fluchtpunkt Las Vegas (Nowhere to Run, Fernsehfilm)
- 1978: The Transformer – Sein Hass war stärker als Gefängnismauern (Invisible Strangler)
- 1978: Tod in einer kleinen Stadt (A Death in Canaan, Fernsehfilm)
- 1979: Flucht nach Athena (Escape to Athena)
- 1979–1984: Hart aber herzlich (Hart to Hart, Fernsehserie, 111 Folgen)
- 1984: Erben der Liebe (Mistral’s Daughter, Miniserie, 4 Folgen)
- 1985: Hollywood – Intim und Indiskret (Hollywood Wives, Miniserie, 3 Folgen)
- 1985: Die Zwillingsschwestern (Deceptions, Miniserie, 2 Folgen)
- 1987: Der Tötungsbefehl (At Mother’s Request, Miniserie, 2 Folgen)
- 1988: Afrika, mein Leben (Beryl Markham: A Shadow on the Sun, Fernsehfilm)
- 1988: Zwei und Zwei ist Mord (She Was Marked For Murder, Fernsehfilm)
- 1992: Unter der Last der Beweise (The Burden of Proof, Miniserie, 2 Folgen)
- 1993: Hetzjagd durch die Hölle (Night Hunt, Fernsehfilm)
- 1993: Hart aber herzlich: Die Rückkehr (Hart to Hart Returns, Fernsehfilm)
- 1994: Hart aber herzlich: Tod einer Freundin (Hart to Hart: Home Is Where the Hart Is, Fernsehfilm)
- 1994: Hart aber herzlich: Dem Täter auf der Spur (Hart to Hart: Crimes of the Hart, Fernsehfilm)
- 1994: Hart aber herzlich: Alte Freunde sterben nie (Hart to Hart: Old Friends Never Die, Fernsehfilm)
- 1994: Der gute König (The Good King Wenceslas, Fernsehfilm)
- 1995: Cybill (Fernsehserie, 1 Folge)
- 1995: Hart aber herzlich – Geheimnisse des Herzens (Hart to Hart: Secrets of the Hart, Fernsehfilm)
- 1995: Hart aber herzlich: Max’ Vermächtnis (Hart to Hart: Two Harts in 3/4 Time, Fernsehfilm)
- 1996: Hart aber herzlich: Jonathan unter Mordverdacht (Hart to Hart: Harts in High Season, Fernsehfilm)
- 1996: Hart aber herzlich: Operation Jennifer (Hart to Hart: Till Death Do Us Hart, Fernsehfilm)
- 2000: Der Voyeur – Von einem Spanner verfolgt (Someone Is Watching, Fernsehfilm)
- 2001: Doctors (Fernsehserie, 7 Folgen)
- 2007: Jump!
- 2010: Meet My Mom (Fernsehfilm)
- 2014: A Ring by Spring (Fernsehfilm)
- 2019: The Artist’s Wife
- 2021: On the Verge (Fernsehserie, 2 Folgen)